# Dolenje Medvedje selo
Dolenje Medvedje selo je naselje v občini Trebnje.
Dolenje Medvedje selo je razloženo naselje v dolini med griči, severovzhodno od Trebnjega. V dnu doline se razprostirajo vlažni travniki, okoli vasice njive, v višjih legah na severni in severovzhodni strani pa mešan gozd. Okoli hiš raste sadno drevje, v vasi je izvir manjšega potoka, ki se v Kamni Gorici izliva v Temenico, v bližini pa sta tudi Možinčev in Kamnarjev studenec.